# Gowórek herbu Rawicz
Gowórek herbu Rawicz, wojewoda sandomirski. Powieść z widoku we śnie – powieść historyczna Franciszka Salezego Jezierskiego wydana w Warszawie w 1789.
Powieść stanowi zbeletryzowaną publicystykę polityczną, zawierającą aktualne odniesienia i prezentującą filozofię dziejów autora. Narratorowi utworu pojawia się we śnie wojewoda Goworek, zmarły w XIII wieku w czasie rozbicia dzielnicowego Polski. Wojewoda opowiada o współczesnych sobie zamieszkach, co jest aluzją do intryg magnackich w Polsce czasów Stanisława Augusta Poniatowskiego.